# Nicolae Moldoveanu (Komponist)
Nicolae Moldoveanu (* 3. Februar 1922 in Movileni, Kreis Galați; † 12. Juli 2007 in Sibiu) war ein rumänischer Komponist, Dirigent und Autor kirchlicher Lieder.

## Werdegang
Moldoveanu trat als 16-Jähriger der rumänisch-orthodoxen Bewegung Oastea Domnului (Armee Gottes) bei. Die Bewegung wurde 1923 auf Initiative des Pfarrers Iosif Trifa gegründet. Der kirchlichen Bewegung beigetreten, komponierte Moldoveanu zahlreiche Lieder nach biblischen Texten. Sein erstes Lied mit eigenem Text komponierte er 1940, welches von der Armee Gottes in Cluj (Klausenburg) publiziert wurde.
1959 – zu kommunistischen Zeiten Rumäniens – wurde Moldoveanu auf Grund seiner Kompositionen zu zwölf Jahren in Klausenburg verhaftet. Sein erstes in Haft komponiertes Lied war in Zelle Nr. 3 mit dem Titel „Melodia păci“ (Melodie des Friedens). Weil die Häftlinge immer wieder in andere Zellen versetzt wurden, traf Moldoveanu auch auf Pfarrer Richard Wurmbrand.
Da Rumänien 1964 den Vereinten Nationen beitreten wollte, durfte es keine politisch oder aus Glaubensgründen Verhaftete haben, und so kam Moldoveanu nach fünf Jahren Haft frei.
Nicolae Moldoveanu komponierte über 6000 Lieder, einige davon mit eigenen Texten und starb mit über 75 Jahren in Sibiu (Hermannstadt).